# Major League Soccer 1999
Major League Soccer 1999 byl 4. ročník soutěže Major League Soccer působící ve Spojených státech amerických. Základní část i playoff vyhrál tým D.C. United, který za čtyři roky existence ligy vyhrál třetí titul. Svoji druhou sezonu v MLS za Chicago Fire odehrál český obránce Luboš Kubík, který se podruhé v řadě dostal do nejlepší jedenáctky sezony.

## Změny
Oproti předchozí sezoně nenastaly žádné změny.

## Základní část

### Západní konference
| Poř. | Tým                 | Z  | V  | R  | P  | VG | OG | B  |
| ---- | ------------------- | -- | -- | -- | -- | -- | -- | -- |
| 1.   | Los Angeles Galaxy  | 32 | 17 | 3  | 12 | 49 | 29 | 54 |
| 2.   | Dallas Burn         | 32 | 16 | 3  | 13 | 54 | 35 | 51 |
| 3.   | Chicago Fire        | 32 | 15 | 3  | 14 | 51 | 36 | 48 |
| 4.   | Colorado Rapids     | 32 | 14 | 6  | 12 | 38 | 39 | 48 |
| 5.   | San Jose Clash      | 32 | 9  | 10 | 13 | 48 | 49 | 37 |
| 6.   | Kansas City Wizards | 32 | 6  | 2  | 24 | 33 | 53 | 20 |

|  | Postup do playoff |

### Východní konference
| Poř. | Tým                    | Z  | V  | R | P  | VG | OG | B  |
| ---- | ---------------------- | -- | -- | - | -- | -- | -- | -- |
| 1.   | D.C. United            | 32 | 17 | 6 | 9  | 65 | 43 | 57 |
| 2.   | Columbus Crew          | 32 | 13 | 6 | 13 | 48 | 39 | 45 |
| 3.   | Tampa Bay Mutiny       | 32 | 9  | 5 | 18 | 51 | 50 | 32 |
| 4.   | Miami Fusion           | 32 | 8  | 5 | 19 | 42 | 59 | 29 |
| 5.   | New England Revolution | 32 | 7  | 5 | 20 | 38 | 53 | 26 |
| 6.   | MetroStars             | 32 | 4  | 3 | 25 | 32 | 64 | 15 |

|  | Postup do playoff |

### Celkové pořadí
| Poř. | Tým                    | Z  | V  | R  | P  | VG | OG | B  |
| ---- | ---------------------- | -- | -- | -- | -- | -- | -- | -- |
| 1.   | D.C. United            | 32 | 17 | 6  | 9  | 65 | 43 | 57 |
| 2.   | Los Angeles Galaxy     | 32 | 17 | 3  | 12 | 49 | 29 | 54 |
| 3.   | Dallas Burn            | 32 | 16 | 3  | 13 | 54 | 35 | 51 |
| 4.   | Chicago Fire           | 32 | 15 | 3  | 14 | 51 | 36 | 48 |
| 4.   | Colorado Rapids        | 32 | 14 | 6  | 12 | 38 | 39 | 48 |
| 6.   | Columbus Crew          | 32 | 13 | 6  | 13 | 48 | 39 | 45 |
| 7.   | San Jose Clash         | 32 | 9  | 10 | 13 | 48 | 49 | 37 |
| 8.   | Tampa Bay Mutiny       | 32 | 9  | 5  | 18 | 51 | 50 | 32 |
| 9.   | Miami Fusion           | 32 | 8  | 5  | 19 | 42 | 59 | 29 |
| 10.  | New England Revolution | 32 | 7  | 5  | 20 | 38 | 53 | 26 |
| 11.  | Kansas City Wizards    | 32 | 6  | 2  | 24 | 33 | 53 | 20 |
| 12.  | MetroStars             | 32 | 4  | 3  | 25 | 32 | 64 | 15 |

|  | Postup do playoff |

## Playoff
Hráno na dva vítězné zápasy, finále pouze jeden zápas
|  | Čtvrtfinále         | Čtvrtfinále   |                    |             | Semifinále | Semifinále |  |  | Finále | Finále |
|  | Západní konference  |               |                    |             |            |            |  |  |        |        |
|  |                     |               |                    |             |            |            |  |  |        |        |
|  | Los Angeles Galaxy  | 3 \| 2        |                    |             |            |            |  |  |        |        |
|  | Los Angeles Galaxy  | 3 \| 2        |                    |             |            |            |  |  |        |        |
|  | Colorado Rapids     | 0 \| 0        |                    |             |            |            |  |  |        |        |
|  | Colorado Rapids     | 0 \| 0        | Los Angeles Galaxy | 2 \| 2 \| 3 |            |            |  |  |        |        |
|  |                     |               | Los Angeles Galaxy | 2 \| 2 \| 3 |            |            |  |  |        |        |
|  |                     | Dallas Burn   | 1 \| 3 \| 1        |             |            |            |  |  |        |        |
|  | Dallas Burn         | Dallas Burn   | 1 \| 3 \| 1        | 2 \| 0 \| 3 |            |            |  |  |        |        |
|  | Dallas Burn         |               |                    | 2 \| 0 \| 3 |            |            |  |  |        |        |
|  | Chicago Fire        | 1 \| 4 \| 2   |                    |             |            |            |  |  |        |        |
|  | Chicago Fire        | 1 \| 4 \| 2   | Los Angeles Galaxy | 0           |            |            |  |  |        |        |
|  | Východní konference |               | Los Angeles Galaxy | 0           |            |            |  |  |        |        |
|  |                     | D.C. United   | 2                  |             |            |            |  |  |        |        |
|  | D.C. United         | D.C. United   | 2                  | 2 \| 0      |            |            |  |  |        |        |
|  | D.C. United         |               |                    | 2 \| 0      |            |            |  |  |        |        |
|  | Miami Fusion        | 0 \| 0        |                    |             |            |            |  |  |        |        |
|  | Miami Fusion        | 0 \| 0        | D.C. United        | 2 \| 2 \| 3 |            |            |  |  |        |        |
|  |                     |               | D.C. United        | 2 \| 2 \| 3 |            |            |  |  |        |        |
|  |                     | Columbus Crew | 0 \| 4 \| 0        |             |            |            |  |  |        |        |
|  | Columbus Crew       | Columbus Crew | 0 \| 4 \| 0        | 2 \| 2      |            |            |  |  |        |        |
|  | Columbus Crew       |               |                    | 2 \| 2      |            |            |  |  |        |        |
|  | Tampa Bay Mutiny    | 0 \| 0        |                    |             |            |            |  |  |        |        |
|  | Tampa Bay Mutiny    | 0 \| 0        |                    |             |            |            |  |  |        |        |

### Finále
| 21. listopadu 1999 |     |                                |                                                                                 |
| Los Angeles Galaxy | 0:2 | D.C. United                    | Foxboro Stadium, Foxborough, Massachusetts diváci: 44 910 rozhodčí: Tim Weyland |
|                    |     | 19' Jaime Moreno 45' Ben Olsen | Foxboro Stadium, Foxborough, Massachusetts diváci: 44 910 rozhodčí: Tim Weyland |

| Los Angeles Galaxy | D.C. United |

| GK          | 1  | Kevin Hartman       |     |     |
| RB          | 17 | Ezra Hendrickson    |     |     |
| CB          | 20 | Paul Caligiuri      |     |     |
| CB          | 4  | Robin Fraser        | 9'  |     |
| LB          | 3  | Greg Vanney (C)     |     |     |
| DM          | 2  | Danny Pena          | 73' |     |
| DM          | 14 | Clint Mathis        |     |     |
| RW          | 10 | Mauricio Cienfuegos |     |     |
| AM          | 21 | Roy Myers           | 90' |     |
| LW          | 13 | Cobi Jones          | 24' |     |
| CF          | 27 | Carlos Hermosillo   |     |     |
| Náhradníci: |    |                     |     |     |
| MF          | 5  | Steve Jolley        | 9'  | 80' |
| MF          | 7  | Zak Ibsen           | 80' |     |
| MF          | 12 | Simon Elliott       | 73' |     |
| Trenér:     |    |                     |     |     |
| Sigi Schmid |    |                     |     |     |

| GK            | 22 | Tom Presthus     |     |     |
| RB            | 3  | Carey Talley     | 69' |     |
| CB            | 23 | Eddie Pope       |     |     |
| CB            | 18 | Carlos Llamosa   | 74' |     |
| LB            | 12 | Jeff Agoos (C)   |     |     |
| RM            | 14 | Ben Olsen        | 53' |     |
| DM            | 16 | Richie Williams  |     |     |
| AM            | 10 | Marco Etcheverry |     |     |
| LM            | 20 | John Maessner    |     |     |
| FW            | 9  | Jaime Moreno     |     |     |
| FW            | 15 | Roy Lassiter     | 87' |     |
| Náhradníci:   |    |                  |     |     |
| MF            | 4  | Diego Soñora     | 74' | 76' |
| MF            | 5  | Geoff Aunger     | 87' |     |
| Trenér:       |    |                  |     |     |
| Thomas Rongen |    |                  |     |     |

#### Vítěz
| Major League Soccer 1999 D.C. United 3. titul B: Presthus, Simpson O: Agoos, Aunger, Llamosa, Peay, Pope, Talley Z: Etcheverry, Maessner, Olsen, Soñora, Williams Ú: Lassiter, Moreno, Wood Trenér: Thomas Rongen |

## MLS All-Star Game 1999
| 17. července 1999                                                                       |     |                                                                               |                                                                              |
| MLS All-Stars West                                                                      | 6:4 | MLS All-Stars East                                                            | Qualcomm Stadium, San Diego, Kalifornie diváci: 23 227 rozhodčí: Sandra Hunt |
| Preki 13', 38' Roman Kosecki 32' Cobi Jones 36' Mauricio Wright 84' Ronald Cerritos 89' |     | 1' Roy Lassiter 62' (pen.) Joe-Max Moore 73' Carlos Valderrama 83' Stern John | Qualcomm Stadium, San Diego, Kalifornie diváci: 23 227 rozhodčí: Sandra Hunt |

| GK             |  | Zach Thornton       |  | 46' |     |     |
|                |  | Marcelo Balboa      |  |     | 66' |     |
|                |  | Luboš Kubík         |  | 46' |     | 79' |
|                |  | Alexi Lalas         |  | 46' | 66' | 79' |
|                |  | Cobi Jones          |  |     | 61' |     |
|                |  | Eddie Lewis         |  | 46' |     |     |
|                |  | Piotr Nowak         |  | 46' |     |     |
|                |  | Preki               |  | 46' |     |     |
|                |  | Chris Armas         |  | 46' |     |     |
|                |  | Raul Diaz Arce      |  | 46' |     |     |
|                |  | Roman Kosecki       |  | 46' | 61' |     |
| Náhradníci:    |  |                     |  |     |     |     |
| GK             |  | Matt Jordan         |  | 46' |     |     |
|                |  | Mauricio Wright     |  | 46' |     |     |
|                |  | Robin Fraser        |  | 46' |     |     |
|                |  | Jason Kreis         |  | 46' |     |     |
|                |  | Paul Bravo          |  | 46' |     |     |
|                |  | Mauricio Cienfuegos |  | 46' |     |     |
|                |  | Ross Paule          |  | 46' |     |     |
|                |  | Carlos Hermosillo   |  | 46' |     |     |
|                |  | Ronald Cerritos     |  | 46' |     |     |
| Trenér:        |  |                     |  |     |     |     |
| neznámá vlajka |  |                     |  |     |     |     |

| GK             |  | Tom Presthus      |  | 46' |     |
|                |  | Eddie Pope        |  | 46' |     |
|                |  | Jeff Agoos        |  | 46' |     |
|                |  | Thomas Dooley     |  | 46' |     |
|                |  | Richie Williams   |  | 46' |     |
|                |  | John Harkes       |  | 46' |     |
|                |  | Carlos Valderrama |  |     |     |
|                |  | Marco Etcheverry  |  |     |     |
|                |  | Ben Olsen         |  | 46' |     |
|                |  | Brian McBride     |  | 46' | 54' |
|                |  | Roy Lassiter      |  | 46' |     |
| Náhradníci:    |  |                   |  |     |     |
| GK             |  | Walter Zenga      |  | 46' |     |
|                |  | Robert Warzycha   |  | 46' |     |
|                |  | Leo Cullen        |  | 46' |     |
|                |  | Carlos Llamosa    |  | 46' |     |
|                |  | Stern John        |  | 46' |     |
|                |  | Brian Maisonneuve |  | 46' |     |
|                |  | Mark Chung        |  | 46' | 54' |
|                |  | Joe-Max Moore     |  | 46' |     |
|                |  | Jaime Moreno      |  | 46' |     |
| Trenér:        |  |                   |  |     |     |
| neznámá vlajka |  |                   |  |     |     |

## Ocenění

### Hráč týdne
| #  |                   | Hráč              | Klub                   |
| -- | ----------------- | ----------------- | ---------------------- |
| 1  | USA               | Jason Kreis       | Dallas Burn            |
| 2  | USA               | Ante Razov        | Chicago Fire           |
| 3  | USA               | Ante Razov        | Chicago Fire           |
| 4  | USA               | Matt Jordan       | Dallas Burn            |
| 5  | USA               | Jason Kreis       | Dallas Burn            |
| 6  | Jižní Afrika      | Ivan McKinley     | New England Revolution |
| 7  | USA               | Jeff Cunningham   | Columbus Crew          |
| 8  | USA               | Mark Chung        | MetroStars             |
| 9  | USA               | Roy Lassiter      | D.C. United            |
| 10 | Venezuela         | Giovanni Savarese | New England Revolution |
| 11 | USA               | Jason Kreis       | Dallas Burn            |
| 12 | Bolívie           | Jaime Moreno      | D.C. United            |
| 13 | USA               | Joe-Max Moore     | New England Revolution |
| 14 | Panama            | Jorge Dely Valdés | Colorado Rapids        |
| 15 | Trinidad a Tobago | Stern John        | Columbus Crew          |
| 16 | USA               | Jason Kreis       | Dallas Burn            |
| 17 | USA               | Chris Klein       | Kansas City Wizards    |
| 18 | Salvador          | Raúl Díaz Arce    | Tampa Bay Mutiny       |
| 19 | Česko             | Luboš Kubík       | Chicago Fire           |
| 20 | Ekvádor           | Ariel Graziani    | Dallas Burn            |
| 21 | USA               | Ben Olsen         | D.C. United            |
| 22 | USA               | Manny Lagos       | Tampa Bay Mutiny       |
| 23 | Venezuela         | Giovanni Savarese | New England Revolution |
| 24 | USA               | Eddie Lewis       | San Jose Clash         |
| 25 | USA               | Brian McBride     | Columbus Crew          |
| 26 | USA               | Jason Kreis       | Dallas Burn            |
| 27 | USA               | Jason Kreis       | Dallas Burn            |

### Hráč měsíce
| #        |          | Hráč            | Klub             |
| -------- | -------- | --------------- | ---------------- |
| březen   | USA      | Ante Razov      | Chicago Fire     |
| duben    | Libérie  | Musa Shannon    | Tampa Bay Mutiny |
| květen   | USA      | Roy Lassiter    | D.C. United      |
| červen   | USA      | Jason Kreis     | Dallas Burn      |
| červenec | Salvador | Raúl Díaz Arce  | Tampa Bay Mutiny |
| srpen    | USA      | Matt Jordan     | Dallas Burn      |
| září     | Salvador | Ronald Cerritos | San Jose Clash   |

### Nejlepší hráči
- Nejlepší hráč:  Jason Kreis (Dallas Burn)
- Nejproduktivnější hráč:  Jason Kreis (Dallas Burn)
- Obránce roku:  Robin Fraser (Los Angeles Galaxy)
- Brankář roku:  Kevin Hartman (Los Angeles Galaxy)
- Nováček roku:  Jay Heaps (Miami Fusion)
- Trenér roku:  Sigi Schmid (Los Angeles Galaxy)
- Gól roku:  Marco Etcheverry (D.C. United)
- Cena Fair Play:  Steve Ralston (Tampa Bay Mutiny)

#### MLS Best XI 1999
| Brankář                            | Obránci                                                                               | Záložníci | Útočníci                                             |
| ---------------------------------- | ------------------------------------------------------------------------------------- | --- | ---------------------------------------------------- |
| Kevin Hartman (Los Angeles Galaxy) | Jeff Agoos (D.C. United) Luboš Kubík (Chicago Fire) Robin Fraser (Los Angeles Galaxy) | Chris Armas (Chicago Fire) Mauricio Cienfuegos (Los Angeles Galaxy) Marco Etcheverry (D.C. United) Eddie Lewis (San Jose Clash) Steve Ralston (Tampa Bay Mutiny) | Jason Kreis (Dallas Burn) Jaime Moreno (D.C. United) |